# スグナク
スグナク（カザフ語: Syğanaq / Сығанақ、ウズベク語: Sigʻnoq / Сиғноқ、ペルシア語: سیغناق）は、中央アジア（現在のカザフスタンのクズロルダ州）にかつて存在した都市。14世紀から15世紀にかけてオルダ・ウルス＝青帳ハン国の首都であったが、カザフ・ハン国の成立後に衰退した。青帳ハン国にとっては政治・経済・宗教の中心地であり、最盛期のスグナクは「キプチャク草原の港（Bsndar-i Dasht-i Qibchāq）」あるいは「キプチャク草原の王者たちの首都」とも呼ばれていた。
スグナクの綴り・読みは時期・地域によって様々であり、現代カザフ語では「サガナク（Сығанақ）」、アラビア文字表記に基づく発音では「スィーグナーク（sīghnāq）」、「スグナーク（sughnāq）」とも表記される。

## 概要
スグナクが史料上で始めて言及されるのは10世紀後半のペルシア語地理書『世界境域（Hudud al'Alam）』で、この書には「スーナーフ（＝スグナク）はパーラーブ（＝オトラル）に属する町で、非常に恵みの多い町である。良質の弓を産し、それは諸方に運ばれる」と記されている。また、11世紀のマフムード・カーシュガリーは「スグナークはグズ（＝オグズ）地方の町である」と記しており、これにより11世紀には既にスグナクが存在していたこと、テュルク系遊牧民のオグズの支配下にあったことが確認される。以上の記述からスグナクは「草原と定住地域の境界にある典型的な市場」としてテュルク系遊牧民の支配を受けつつ南方のイスラム圏と交易を行う都市であったと考えられる。
12世紀にはホラズム・シャー朝がスグナクを含むシル川下流域に進出し、1152年にはアトスズがスグナク遠征を行うべくジャンド総督のカマールッディーンに援軍を要請したが、カマールッディーンは逃亡してしまったと記録されている。スグナクが以後ホラズムとどのような関係を持つに至ったかは不明であるが、モンゴル帝国が中央アジア遠征を始める以前、アラーウッディーン・ムハンマドの治世までにはホラズムの直接支配下に入ったようである。
1219年にモンゴル軍のホラズム侵攻が始まると、シル川下流域には王子ジョチ率いる別働隊が迫った。ジョチはシル川中流域の要衝ジャンドを目指したが、その目前にあるスグナクを降伏させるため、「ハサン・ハッジー」なる人物を使者として派遣した。ハサン・ハッジーがスグナクに辿り着くと、彼が降伏勧告を行う前に町の悪漢・破落戸が「アッラー・アクバル」と叫んでハサン・ハッジーを殺害してしまった。これに怒ったジョチはスグナクを力攻めして城民を皆殺しにし、ハサン・ハッジーの息子をスグナクの代官（ダルガチ）としてジャンドへと向かったという。
ジョチの死後にシル川中流域の領地は長男のオルダに引き継がれ、以後スグナクはオルダ・ウルス＝ジョチ・ウルス左翼の支配下に入った。その後、時代が降りモンゴル王公の定住化が進むと、オルダ・ウルスもまた中心地をシル川下流域のオアシス諸都市に移すようになり、スグナクがオルダ・ウルスの中心地＝首都となっていった。ティムール朝で編纂された史書『ムイーン史選』によるとオルダ・ウルスが弱体化し始めた14世紀半ばより、オルダ・ウルスを治めた歴代君主の墓はスグナクに置かれるようになったという。分裂状態にあったオルダ・ウルスを再統一したオロス・ハンはスグナクで多数の建設事業を行い、オロス・ハンを打倒したトクタミシュはスグナクで即位式を行ったと伝えられる。オロス・ハンの孫のバラク・ハンはスグナクの領有を巡って同盟関係にあったティムール朝のウルグ・ベクと決裂したとされ、その際「スグナクの牧地は法的にも慣習的にも我が物であった。乃ち我が祖父のオロス・ハンがスグナクにおいて建設を行ったからである」と語ったという。
15世紀半ばより北方シバン家のアブル＝ハイル・ハンが南下してシャイバーニー朝を建てると、シル川流域はウズベク・ハン国＝シャイバーニー朝、オルダ・ウルスの末裔たるカザフ・ハン国、ティムール朝、モグーリスタン・ハン国の4者が抗争する場となった。1446年にアブル＝ハイル・ハンがスグナクを含むをトルキスタン地方を征服して以来、ウズベク・ハン国とカザフ・ハン国の間でスグナクを巡る争奪戦が繰り広げられたが、1488年にスグナク住民自らがウズベクの支配を脱してカザフ・ハンのブルンドゥク・ハンを招聘したことによってスグナクはカザフ・ハン国領となった。スグナク住民自らがブルンドゥク・ハンの支配を受け容れたのは、スグナクの発展に寄与したオロス家の末裔たるブルンドゥク・ハンが政治・経済・宗教の中心地たるスグナクの領有に拘ったこと、またスグナク住民の側でもオロス家との密接な関係を重視したがためであると考えられている。
16世紀に入ってもスグナクはカザフ・ハン国の冬営地として重視されていたことが記録されているが、ウズベクとカザフの領域が固定化していくとシル川流域の経済圏の中心地はより上流のタシュケント方面に移り、スグナクはやがて衰退していった。